# Claude Monet
Oscar-Claude Monet (Pariz, 14. studenog 1840. – Giverny, 5. prosinca 1926.) je najdosljedniji francuski slikar impresionizma. 

## Život i djelo
U svojoj petoj godini s obitelji seli iz Pariza u Le Havre gdje je i naučio slikati. Slikao je portrete svoje obitelji i lokalnih prizora te portrete stanovnika La Havrea. Kao mladić, Monet je susreo Eugenea Boudina (1824. – 1898.). Boudin je slikao na otvorenom i nagovarao Moneta da čini to isto. Monet je uživao u tom iskustvu i shvatio da želi biti umjetnik. Godine 1859. otišao je studirati u Pariz gdje se susreo s Camilleom Pissaroom (1830. – 1903.) i ostalim umjetnicima s kojima se sprijateljio. Monetu i njegovim prijateljima nisu se dopadale slike prikazane na Pariškom salonu, godišnjoj slikarskoj izložbi u Francuskoj. Tako je 1874. sa skupinom od 29 drugih umjetnika postavio njihovu vlastitu izložbu. Mnoge slike bila su malena platna naslikana na otvorenom. Umjetnici su koristili slobodne pokrete kistom i mnogo grudica čiste boje - obilježja onoga što danas nazivamo impresionističkim stilom. Isprva su ljudi mislili da te slike izgledaju nedovršeno, no danas pripadaju najpoznatijim slikama na svijetu. Po njegovoj slici "Utisak", odnosno prema francuskom nazivu izvornika "Impression, soleil levant", je i čitav pravac, impresionizam, dobio ime. Pored "Impresije" ili "Zalaska sunca", naslikao je i "Rađanje sunca". Monet je u početku slikao figuralne slike (krajobraze s 2 do 3 lika), a kasnije i prave krajobraze. Znao je isti motiv slikati više puta, čineći cijele serije, primjerice "Pročelja Rouenske katedrale". 
Početkom 19. stoljeća umjetnici su na otvorenom obično skicirali, no svoje slike su dovršavali u ateljeu. Monet je bio među prvima koji je cijelo platno naslikao i dovršio na otvorenom. Svoj slikarski stalak posvuda je nosio sa sobom - na plažu, u polje, na željezničku stanicu - a imao je i brodić preuređen u plovni atelje tako da je mogao slikati ploveći Seinom.
Monet je ovaj pogled na francusku luku Le Havre uključio u izložbu 1874. Kritičar Louis Leroy napisao je članak u kojemu je napao ovu sliku za koju je smatrao da je odveć nalik skici da bi bila izložena kao dovršeno djelo. Leroy je svoj članak naslovio "Izložba impresionista", s pogrdnim značenjem te riječi. No, naziv je ostao i danas se koristi za označavanje djela Moneta i njegovih prijatelja.
Monet je bio očaran svjetlom. Naslikao je nekoliko skupina s istim motivom, pokazujući kako se boja mjenja s promjenom svjetlosti. Godina 1892. – 93. naslikao je niz slika katedrale u Rouenu, Francuska. Radio je brzo, ponekad više od 14 različitih slika dnevno, nanoseći debele slojeve boje koji su izgledali kao da oponašaju debljinu samog kamena.
Godine 1883. Monet je preselio u Giverny na sjeverozapadu Francuske. Oko svoje kuće uredio je prekrasan vrt i izgradio ribnjak u koji je posadio lopoče. Sljedećih 25 godina taj vrt bio je njegova omiljena slikarska tema i ribnjak s lopočima uvijek je iznova slikao. Bio je očaran bojama tih cvjetova, svjetlosnim efektima na njegovu lišću i odrazima u vodi ribnjaka. Mnoge slike lopoča bile su goleme pa je Monet izgradio specijalni atelje u kojemu je radio.
Plovidba na rijeci Epte je Monetovo ulje na platnu naslikano 1890. godine.

## Vremenska tablica
| Claude Monet                                                 |
| ------------------------------------------------------------ |
| 1840. Rođen u Parizu.                                        |
| 1845. Seli u Le Havre.                                       |
| 1859. Vraća se na studij u Pariz.                            |
| 1874. Izlaže na prvoj izložbi impresionista.                 |
| 1876-78. Slika željezničku stanicu Gare St. Lazare u Parizu. |
| 1883. Povlači se iz Pariza u Giverny.                        |
| 1892. Počinje slikati seriju slika katedrale u Rouenu.       |
| 1900. Slika rijeku Temzu u Londonu.                          |
| 1908. Radi na slikama lopoča; počinje gubiti vid.            |
| 1926. Umire u Givernyu.                                      |

## Galerija odabranih djela
- Procvjetali makovi, 1873., d'Orsay.
- Žena sa suncobranom, 1875., Nacionalna galerija, Washington.
- Argenteuil, 1875., muzej de l'Orangerie, Pariz.
- Kolodvor Saint Lazare u Parizu, 1877., Chicago.
- Ulica Montorgueil 30. lipnja 1878., d'Orsay.
- Camille Monet na samrti, 1879., d'Orsay.
- Litice kod Etretata, 1885., Williamstown.
- Katedrala Notre-Dame u Rouenu na suncu, 1895., d'Orsay.
- Katedrala Notre-Dame u Rouenu u hladu, 1895., d'Orsay.

## Vanjske poveznice
- Web galerija Monetovih slika  Arhivirana inačica izvorne stranice od 17. svibnja 2008. (Wayback Machine)
- Monet, život i djelo
- Nepoznati Monet  Arhivirana inačica izvorne stranice od 14. siječnja 2015. (Wayback Machine)